# 小納希爾齊
49°59′58″N 24°23′18″E / 49.99944°N 24.38833°E
小納希爾齊（羅馬化：Mali Nahirtsi）是烏克蘭的村莊，位於該國西部利維夫州，由舍普季茨基區負責管轄，始建於1780年，面積5.11平方公里，海拔高度237米，2001年人口374，人口密度每平方公里73.19人。